# Vzdušné síly armády České republiky
La Vzdušné síly armády České republiky, spesso abbreviata in CZAF, è l'attuale aeronautica militare della Repubblica Ceca e parte integrante delle forze armate ceche. Nasce come erede dell'Aeronautica militare cecoslovacca (la Československé Vojenské Letectvo) nel 1993.

## Storia

### Il periodo interbellico
Essendo una nazione moderna, circondata da potenziali nemici e priva di uno sbocco sul mare, la Cecoslovacchia considerò fin dal principio lo sviluppo di una aeronautica militare come un punto imprescindibile della propria politica militare. A questo fine il governo appoggiò la costruzione, sul territorio nazionale, di importanti industrie aeronautiche, quali: la Walter Engines a.s., la Aero Vodochody, la Avia (facente parte del colosso industriale Škoda) e la statalizzata Letov.

### La seconda guerra mondiale
A partire dal 15 marzo 1939 la Cecoslovacchia venne divisa in due parti: a Ovest il Protettorato di Boemia e Moravia, direttamente sotto il controllo della Germania, e a Est la Repubblica Slovacca, uno stato fantoccio posto comunque sotto il controllo nazista.
In questo periodo molti piloti cecoslovacchi riuscirono a fuggire, riparando prima in Francia e Polonia e successivamente nel Regno Unito, contribuendo in modo sostanziale alla causa alleata. Ad esempio l'asso ceco Josef František si affermò come il miglior pilota alleato durante la Battaglia d'Inghilterra.

### La guerra fredda

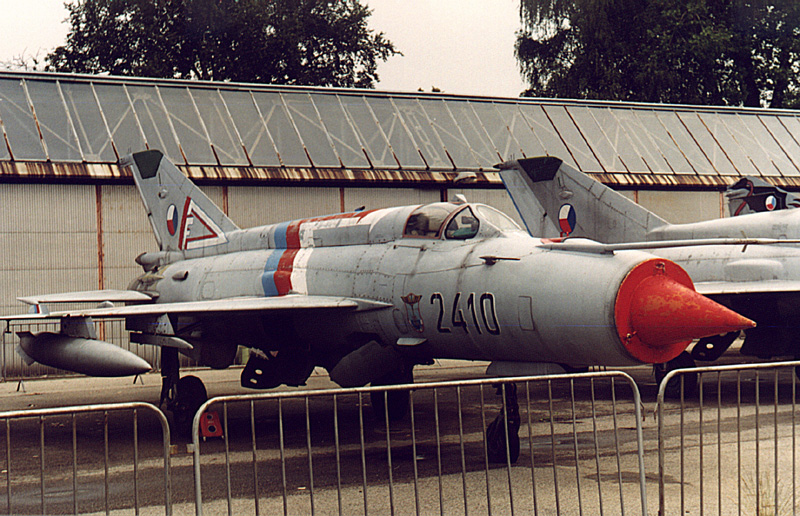
Un MiG-21 conservato al museo dell'aviazione di Praga.

Dopo la fine della Seconda Guerra Mondiale, nel 1955, la Cecoslovacchia entrò a far parte del Patto di Varsavia; di conseguenza l'aeronautica militare venne organizzata secondo la struttura sovietica e gli aerei utilizzati furono principalmente MiG. In particolare i caccia MiG-15, MiG-19 e MiG-21F vennero prodotti direttamente in Cecoslovacchia su licenza, mentre i MiG-23 e i MiG-29 vennero acquistati dall'Unione Sovietica, rispettivamente nel corso degli anni Settanta e Ottanta.

### Dal 1993 ad oggi
Il primo aereo da caccia di nuova concezione acquistato dalla Repubblica Ceca fu il MiG-29; tuttavia gli alti costi di mantenimento (lievitati a causa della speculazione compiuta da parte russa) portarono la Repubblica Ceca a scambiare questi mezzi con la Polonia, ricevendo in cambio alcuni elicotteri da soccorso W-3 Sokol.
Alcuni MiG-23 della Repubblica Ceca presero parte ad esercitazioni congiunte con altri paesi, venendo così confrontati con i loro equivalenti di matrice occidentale. Nel corso di questi test i MiG risultarono migliori dei Mirage III, F1, 2000 e degli F-4 Phantom II nelle manovre verticali e in accelerazione, mentre vennero surclassati in ogni settore dai più moderni F-16 Fighting Falcon.
I MiG-23 vennero ritirati nel 1994, sostituiti dai MiG-21 per quello che doveva essere un periodo di transizione in attesa dell'acquisto di un nuovo caccia multiruolo (successivamente individuato nel Saab JAS 39 Gripen). Tuttavia il progetto di acquisto venne accantonato, dato che 10 Saab JAS 39 Gripen vennero presi in leasing per 10 anni dalla Svezia.
Nel dicembre 2008 la Repubblica Ceca manifestò l'interesse di addestrare i suoi piloti di elicotteri a volare in un ambiente desertico, in vista dell'imminente partecipazione della Repubblica Ceca alla missione ISAF in Afghanistan; tuttavia nessuno Stato accettò di ospitare queste esercitazioni sul proprio territorio nazionale, ad eccezione di Israele.

## Aeromobili in uso
Sezione aggiornata annualmente in base al World Air Force di Flightglobal del corrente anno. Tale dossier non contempla UAV, aerei da trasporto VIP ed eventuali incidenti accorsi durante l'anno della sua pubblicazione. Modifiche giornaliere o mensili che potrebbero portare a discordanze nel tipo di modelli in servizio e nel loro numero rispetto a WAF, vengono apportate in base a siti specializzati, periodici mensili e bimestrali. Tali modifiche vengono apportate onde rendere quanto più aggiornata la tabella.
| Aeromobile                     | Origine                  | Tipo                                          | Versione (denominazione locale) | In servizio (2024) | Note | Immagine |
| Aerei da combattimento         |                          |                                               |                                 |                    | |          |
| Saab JAS 39 Gripen             | Svezia                   | cacciabombardiereconversione operativa        | JAS 39CJAS 39D                  | 122                | Acquistati nel 2005 in leasing dalla Svezia fino al 2027, al giugno 2018 tutti e 14 esemplari (12 monoposto e 2 biposto) sono stati aggiornati dalla Saab allo standard MS20. |          |
| Aero L-159 ALCA                | Rep. Ceca                | aereo da attacco leggeroconversione operativa | L-159AL-159T1 L-159T2           | 1653               | 72 tra L-159A e L-159T1 ricevuti, 36 dei quali accantonati dal 2003 presso la Aero Vodochody Aerospace. 3 ulteriori L-159T2 ordinati nel 2016, tutti consegnati al giugno del 2019. |          |
| Aerei per impieghi speciali    |                          |                                               |                                 |                    | |          |
| Let L-410 Turbolet             | Rep. Ceca                | aereo da ricognizione                         | L-410FG                         | 2                  | 2 consegnati. |          |
| Aerei per rifornimento in volo |                          |                                               |                                 |                    | |          |
| Airbus A330 MRTT               | Europa                   | aereo per rifornimento in volo                | A330 MRTT                       | 7                  | 8 aerei di proprietà della NATO, ordinati nell'ambito del programma Multinational MRTT Unit (MMU) sottoscritto da Germania, Norvegia, Repubblica Ceca, Paesi Bassi, Belgio e Lussemburgo. Gli aerei portano le insegne della KLu olandese in quanto basati presso la base operativa principale di Eindhoven (Paesi Bassi). Un ulteriore aereo è stato ordinato a settembre 2020, portando a 9 il numero degli esemplari ordinati. Il 19 novembre 2020 è stato consegnato il terzo esemplare (T-056), che oltre alle capacità di rifornimento in volo è equipaggiato con apparecchiature MEDEVAC presso la base operativa avanzata. Il 23 marzo 2023 è stato ordinato un ulteriore esemplare che porta a 10 gli esemplari complessi i ordinati. Il 24 giugno 2025, sono stati ordinati ulteriori due aerei (portando il totale a 12 esemplari ordinati) e viene ufficializzato l'ingresso di Svezia e Danimarca nella Multinational MRTT Fleet. |          |
| Aerei da trasporto             |                          |                                               |                                 |                    | |          |
| Airbus C-295                   | Spagna                   | aerei da trasporto                            | C-295MC-295W                    | 42                 | 4 C295M acquistati nel 2009. Ulteriori 2 C295W sono stati ordinati a dicembre 2019 con consegne a partire dal 2021, e l'aggiornamento dei 4 esemplari già in organico. Il primo dei due nuovi C295W è stato consegnato il 18 maggio 2021, mentre il secondo il 28 luglio dello stesso anno. |          |
| Embraer C-390 Millennium       | Brasile                  | aerei da trasporto                            | KC-390                          | 0                  | 2 C-390 ordinati il 25 ottobre 2024. |          |
| Let L-410 Turbolet             | Rep. Ceca                | aerei da trasporto                            | L-410UVP-E L-410UVP-TL-410UVP   | 41                 | L'unico L-410UVP viene utilizzato per l'addestramento ed è di proprietà della compagnia Centrum Leteckého Vycviku (CLV) del gruppo statale LOM Praha. |          |
| Canadair CL-601 Challenger     | Canada                   | aerei da trasporto                            | CL-601-3A                       | 1                  | 1 CL-601-3A entrato in servizio nel 1992. |          |
| Airbus A319                    | Europa                   | aereo da trasporto VIP                        | A319-115                        | 2                  | 2 A319-115 utilizzati per voli di stato in servizio al maggio 2017. Ha sostituito il Tu-154M. |          |
| Aerei da addestramento         |                          |                                               |                                 |                    | |          |
| Aero L-39 Albatros             | Rep. Ceca                | aerei da addestramento                        | L-39CL-39ZA                     | 5                  | 29 L-39C e 10 L-39ZA consegnati. Gli L-39C sono di proprietà della compagnia Centrum Leteckého Vycviku (CLV) del gruppo statale LOM Praha. |          |
| Aero L-39NG Skyfox             | Rep. Ceca                | aerei da addestramento                        | L-39NG                          | 2                  | 4 L-39NG che saranno gestiti dalla società statale LOM Praha ordinati il 14 novembre 2022, che verranno utilizzati per l'addestramento dei piloti dell'Aeronautica ceca. Primi due esemplari consegnati rispettivamente il 24 gennaio ed il 28 gennaio 2025. |          |
| Zlín Z-143                     | Rep. Ceca                | aerei da addestramento                        | Z-143Z-143LSi                   | 10                 | È di proprietà della compagnia Centrum Leteckého Vycviku (CLV) del gruppo statale LOM Praha. Ulteriori 2 Z-143LSi ordinati il 28 gennaio 2025. |          |
| Zlín Z-142                     | Rep. Ceca                | aerei da addestramento                        | Z-142C-AFZ-242LSi               | 80                 | Appartengono alla compagnia Centrum Leteckého Vycviku (CLV) del gruppo statale LOM Praha. Ulteriori 6 Z-242LSi ordinati il 28 gennaio 2025. |          |
| Evector EV-97 Eurostar         | Rep. Ceca                | aereo di addestramento basico                 | EV-97                           | 1                  | 1 consegnato. |          |
| Elicotteri                     |                          |                                               |                                 |                    | |          |
| Bell UH-1Y Venom               | Stati Uniti              | elicotteri d'attacco                          | UH-1Y                           | 8                  | 8 UH-1Y selezionati a dicembre 2019, ordinati a settembre 2020, con consegne previste tra il 2023 ed il 2024. Ulteriori 2 UH-1Y ex US Marine Corps donati ad agosto 2022, che porteranno a dieci il numero degli esemplari ordinati. Primo esemplare consegnato il 17 agosto 2023. |          |
| Bell AH-1Z Viper               | Stati Uniti              | elicotteri d'attacco                          | AH-1Z                           | 4                  | 4 AH-1Z ordinati a dicembre 2019 con consegne previste tra il 2023 ed il 2024. Ulteriori 6 AH-1Z ex US Marine Corps donati ad agosto 2022, che porteranno a dieci il numero degli esemplari ordinati. Primi due esemplari consegnati il 26 luglio 2023. |          |
| Enstrom 480                    | Stati Uniti              | elicotteri da addestramento                   | Enstrom 480B-G                  | 2                  | 4 ordinati, di cui 2 consegnati a giugno 2018 e gli ultimi 2 a luglio 2018. Di proprietà della compagnia Centrum Leteckého Vycviku (CLV) del gruppo statale LOM Praha. |          |
| Mil Mi-2                       | Unione Sovietica Polonia | elicotteri da addestramento                   | Mi-2                            | 2                  | Di proprietà della compagnia Centrum Leteckého Vycviku (CLV) del gruppo statale LOM Praha. |          |
| PZL W-3 Sokół                  | Polonia                  | SARelicottero utility                         | W-3A                            | 107                | 11 consegnati. |          |
| Mil Mi-171 Hip                 | Unione Sovietica         | elicottero da trasporto                       | Mi-17 Hip-H Mi-171Sh Hip-K      | 614                | 6 degli 11 Mi-17 vengono utilizzati per l'addestramento e sono di proprietà della compagnia Centrum Leteckého Vycviku (CLV) del gruppo statale LOM Praha. I Mi-171Sh resteranno in servizio almeno fino al 2031, mentre i 6 Mi-17 Hip-H saranno gradualmente ritirati dal servizio e cannibalizzati per ricavarne pezzi di ricambio per mantenere in servizio i primi. |          |

## Aeromobili ritirati
- Mil-Mi-24D Hind - 16 esemplari (1978-2006)[53][41][54][5]
- Mil-Mi-24DU Hind - 1 esemplare (1978-2006)[53][54][41][5]
- Mil-Mi-24V Hind - 7 esemplari (2003-2023)[53][54][41][5][55]
- Mil-Mi-35 Hind - 10 esemplari (2005-2023)[53][54][41][5]
- Yakovlev Yak-40 Codling - 2 esemplari (1971-2020)[56]
- Tupolev Tu-154M Careless
- Aero L-29 Delfin
- Antonov An-30 Clank
- Mikoyan-Gurevich MiG-21 Fishbed
- Sukhoi Su-22 Fitter
- Sukhoi Su-25 Frogfoot
- Antonov An-24V Coke